# Емелі Санде
Адель Емілі Санде, (англ. Adele Emeli Sande; народилася 10 березня 1987 року), відома як Емелі Санде, — шотландська співачка та автор пісень. Санде народилася в Сандерленді, графство Тайн-енд-Вір, і виросла в Алфорді, графство Абердиншир, Шотландія. Здобула першу популярність після того, як 2009 року заспівала в композиції Chipmunk «Diamond Rings». Це був їхній перший сингл у десятці найкращих в UK Singles Chart. У 2010 році Емілі була представлена в «Never Be Your Woman» репера Wiley, який увійшов до десятки найкращих хітів. У 2012 році отримала нагороду Brit Awards 'Critics' Choice Award (вибір критиків).
Санде випустила перший сольний сингл «Heaven» у серпні 2011 року. У неї є два сингли номер один у Великій Британії та Ірландії: «Read All About It» з Professor Green і «Beneath Your Beautiful», спільна робота з Labrinth. Її альбом Our Version of Events провів десять тижнів поспіль на першому місці та став найбільш продаваним альбомом 2012 року у Великій Британії, з понад 1 мільйоном проданих примірників. У 2012 році вона виступала на церемоніях відкриття та закриття Олімпіади в Лондоні. У 2013 році на церемонії Brit Awards 2013 отримала дві нагороди: «Краща британська сольна виконавиця» та «Британський альбом року».
У 2016 році вона випустила другий студійний альбом Long Live the Angels, який дебютував під номером 2 у британському чарті альбомів. У 2017 році виграла премію Brit Award як найкраща британська сольна виконавиця, що стало її четвертою перемогою загалом. Санде призначена кавалером ордена Британської імперії (MBE) у 2017 році за її заслуги у музиці.

## Ранні роки
Адель Емілі Санде народилася в Сандерленді в сім’ї замбійського батька Джоеля Санде та матері англійки Діани Санде-Вуд. Сім'я переїхала в Алфорд, графство Абердиншир, Шотландія, коли їй було чотири роки.
Написала свою першу пісню у 11 років для шоу талантів у початковій школі. Вона згадує, що «тоді я вперше подумала, що можу бути автором пісень. Я завжди знала, що хочу бути музикантом, і знала, що хочу писати, тому що писали люди, яких я слухала. Я ніколи не думала, що можна співати чужі пісні». 
Санде навчалася в школі в Alford Academy, де її батько був учителем. Choice FM запросив її у віці 15 років до Лондона, щоб взяти участь у їхньому конкурсі Rapology. Річард Блеквуд також привів її до студії MTV Camden, щоб співати госпел. Це був перший виступ у Лондоні в її кар'єрі. До того часу, як Емілі виповнилося 16 років, у неї була можливість підписати контракт із Telstar. Однак, вона зробила вибір на користь університету і відмовилася від цієї угоди.
Санде вивчала медицину в Університеті Глазго, але залишила після отримання ступеня клінічної медицини за спеціальністю нейронаука. Вона заявила, що для неї важлива освіта, тому що, якщо її музична кар’єра не вдасться, їй буде куди повернутися. 
Серед особистостей, що надихають Санде протягом життя — Фріда Кало, співачка має татуювання портрета художниці на передпліччі.

## Кар’єра

### 2008-2010: початок кар'єри
Сестра Санде зняла відео, на якому Емілі грає на фортепіано та співає одну зі своїх улюблених пісень «Nasty Little Lady». Вони надіслали кліп на музичний конкурс Тревора Нельсона BBC Urban. Санде виграла шоу, і їй запропонували угоду зі звукозаписом, але керівництво, з яким вона познайомилася через конкурс, вирішило відмовитися від угоди. Емелі була залучена до колективу Urban Scot, який заохочував її кар'єру, просуваючи в Шотландії, а також випустив альбом пісень під назвою Have You Heard? на Souljawn Records Глазго, який продавався на концертах. Кілька треків були доступні для завантаження.
Її батьки також надіслали BBC Radio 1Xtra компакт-диск з її піснями. Рас Кваме зіграв їх на "Homegrown Sessions", і чотирьох артистів того року попросили зробити шоу в Сохо. Вона зустрілася з музичним продюсером Naughty Boy і вони почали писати треки для таких виконавців, як Alesha Dixon, Chipmunk, Professor Green, Devlin, Прія Калідас, Шеріл Коул і Tinie Tempah. Незабаром Санде підписала угоди із Virgin Records у 2010 році та з EMI Records на початку 2011 року.
Санде дебютувала в 2009 році після того, як з'явилася на композиції, яку вона написала для дебютного синглу Chipmunk «Diamond Rings». Сингл зайняв 6-е місце в чартах UK Singles Charts, що зробило його першим хітом Chipmunk і Санде в Топ-10.
Пізніше вона з'явилася на іншому синглі після співпраці з Wiley над його синглом «Never Be Your Woman». Сингл посів восьме місце в UK Singles Charts, став другим поспіль синглом Санде в Топ-10. Санде вирішила не використовувати ім’я Адель Санде через зростаючий успіх Адель, тому замість цього використала своє друге ім’я.

### 2011–2013: Our Version of Events і прорив
Санде повідомила, що її перший сольний сингл вийде на початку 2011 року. Існували деякі припущення навколо того, який трек вона випустить, після того, як багато газет заявили, що це буде «Daddy». Першим офіційним синглом з дебютного альбому став «Heaven», випущений 14 серпня 2011 року. Вона підтвердила, що «Daddy» стане другим офіційним синглом, випущеним з Our Version of Events. Згодом сингл «Read All About It» зайняв перше місце в UK Singles Chart.
26 листопада Санде виступила на LG ARENA в Бірмінгемі на BRMB 2011. 15 грудня 2011 року вона була названа вибором критиків Brit Awards 2012. Її альбом Our Version of Events зайняв перше місце у Великій Британії після виходу в лютому 2012 року. Дебютний альбом Санде включає пісні, написані нею, і був оцінений як «дуже мелодійний, класично потужний, ретро-футуристичний альбом соул-поп пісень».
Було оголошено, що вона претендує на ще одну премію BRIT Awards у 2012 році як прорив року. Санде продовжувала писати матеріал для оригінального складу Sugababes. 24 січня 2012 року Санде виступила з концертом для Q Magazine в XOYO, Лондон. Її підтримав британський соул-співак Майкл Ківанука. Вона записала версію «Titanium» Девіда Гетти, і пара виконала цю пісню на NRJ Music Awards у Франції. Санде написала трек для майбутнього альбому Naughty Boy під назвою «Hollywood», у якому виступає соул-співачка Габріель.
27 липня 2012 року Санде заспівала «Abide with Me» на церемонії відкриття літніх Олімпійських ігор 2012 року, а її пісня «Heaven» була використана для супроводу секції з Тімом Бернерсом-Лі. Обидва треки з’являються на компакт-диску Isles of Wonder з музикою церемонії відкриття. NBC також використовував її пісню «Wonder» під час титрів наприкінці церемонії. 12 серпня 2012 року Санде заспівала «Read All About It (Part III)» на церемонії закриття. Вона також виконала версію «Imagine» Джона Леннона ексклюзивно для BBC, яку використали для монтажу кінцевих титрів після завершення репортажу з Олімпіади. 
Санде отримала нагороду European Border Breakers Awards 2013 року. Також виграла дві нагороди BRIT Awards 2013 як найкраща британська виконавиця та за найкращий британський альбом. Пісня «Next to Me» отримала дві нагороди Ivor Novello за «Найкращу пісню» та «PRS за найпопулярніший музичний твір» у 2013 році.

### 2013–2017: Long Live the Angels
У травні 2013 року вона виступала в Білому домі у Вашингтоні, як одна з представлених артистів на церемонії нагородження. У червні 2013 року Санде почала писати другий студійний альбом, який вийшов у 2016 році. Вона вже написала кілька пісень, зокрема «Pluto» з Naughty Boy, «Enough», «Call Me What You Like», «You and Me» і «This Much Is True», яка була присвячена її колишньому чоловіку Адаму. Під час літнього туру по США в липні 2013 року Санде виконала «Free» з альбому Rudimental Home, «Lifted» з альбому Naughty Boy Hotel Cabana.
Завдяки швидкому успіху в усьому світі, особливо у Великій Британії та США, Санде брала участь у багатьох важливих соціальних кампаніях, зокрема, заходах Фонду Елтона Джона проти СНІДу у 2013 році. Вона також є одним з облич організації Fashion Targets Breast Cancer у зусиллях, спрямованих на підвищення обізнаності та фінансування для боротьби з раком молочної залози. Санде запустила власну програму під назвою «Community Clavinova», загальнонаціональну можливість для різноманітних організацій отримати безплатні музичні інструменти через партнерство Санде та Yamaha.
25 серпня 2016 року Санде поділилася трейлером пісні з майбутнього альбому у соціальних мережах. Було оголошено, що «Hurts» вийде 16 вересня як головний сингл. 
15 вересня Санде оголосила у соціальних мережах, що її новий альбом буде називатися Long Live The Angels і вийде 11 листопада 2016 року. Альбом дебютував під номером 2 у британському альбомному чарті. Наступного року Санде влаштувала їй Long Live the Angels Tour.
У 2017 році вона отримала нагороду Brit Awards як найкраща британська сольна виконавиця. 2 жовтня 2017 року Санде була нагороджена Золотим значком BASCA на знак визнання її унікального внеску в музику.

### 2019–present: Real Life і нова музика
12 квітня 2019 року Емелі Санде анонсувала свій третій альбом Real Life.
23 травня 2019 року трек «Extraordinary Being» з майбутнього альбому був випущений як саундтрек до фільму «Люди Ікс: Темний Фенікс.
13 вересня 2019 року Санде випустила Real Life. 16 вересня 2021 року вона випустила відео на свій новий сингл «Family».

## Дискографія

### Студійні альбоми
- Our Version of Events (2012)
- Long Live the Angels (2016)
- Real Life (2019)

### Живі альбоми
- Live at the Royal Albert Hall (2013)

### EP
- iTunes Session (2013)
- Live from London Bridge (2016)
- Kingdom Coming (2017)
- My Version of Events (2019)